# Wuritugaole
Wuritugaole (kinesiska: 乌日图高勒, 乌日图高勒乡) är en socken i Kina. Den ligger i den autonoma regionen Inre Mongoliet, i den norra delen av landet, omkring 180 kilometer sydväst om regionhuvudstaden Hohhot.
Genomsnittlig årsnederbörd är 738 millimeter. Den regnigaste månaden är juli, med i genomsnitt 231 mm nederbörd, och den torraste är januari, med 2 mm nederbörd.